# Sachia Vickery
Sachia Vickery (* 11. Mai 1995 in Miramar, Florida) ist eine US-amerikanische Tennisspielerin.

## Karriere
Sachia Vickery hat bei ITF-Turnieren bislang drei Einzel- und drei Doppeltitel gewonnen. Sie gewann im August 2013 die U18-Meisterschaft der USTA und bekam eine Wildcard für die US Open. Sie überstand die erste Runde gegen Mirjana Lučić-Baroni, ehe sie der Qualifikantin Julia Glushko unterlag. Dieser Erfolg brachte ihr einen Platz in den Top 200 der Weltrangliste.
2015 gewann sie im Januar und Februar in Plantation und in Sunrise ihre ersten Einzeltitel auf dem ITF Women’s Circuit. 
2018 erreichte Vickery im Januar bei den Auckland Open ihr erstes Halbfinale eines Turniers der WTA Tour. Sie schlug die Titelverteidigerin Lauren Davis und die ehemalige Nummer zwei der Welt, Agnieszka Radwańska, bevor sie gegen die damalige Nummer zwei Caroline Wozniacki verlor. Sie untermauerte diese Leistung, indem sie sich für das Hauptfeld der Indian Wells Open qualifizierte, dort schlug sie die Nummer drei der Welt, Garbiñe Muguruza, und erzielte damit den größten Sieg ihrer Karriere. In der dritten Runde verlor sie gegen die spätere Siegerin Naomi Osaka. Vor dem Turnier war sie zum ersten Mal in den Top 100 gelistet. Mit diesem Ergebnis erreichte sie Platz 89 der Weltrangliste, die beste Position in ihrer Karriere.
2023 ging die beim WTA 1000 Guadalajara Open als Lucky Loser an den Start und ersetzte Beatriz Haddad Maia. Sie verbuchte einen Erstrunden-Sieg über ihre Landsfrau Danielle Collins, die nach dem ersten Satz aufgeben musste.
2024 qualifizierte sie sich im Februar für die ATX Open und besiegte Rebecca Marino. Im April qualifizierte sie sich zudem für die WTA 500 Charleston Open. Beim nächsten WTA 500, dem Porsche Tennis Grand Prix in Stuttgart, qualifizierte sie sich als Nummer 134 der Weltrangliste für das Hauptfeld und besiegte Aljaksandra Sasnowitsch, bevor sie nach drei Sätzen gegen Coco Gauff verlor. Vickery sicherte sich einen Startplatz im Hauptfeld der French Open 2024 im Einzel, nachdem sie die entsprechende Wildcard in der Roland Garros Wild Card Challenge gewonnen hatte. Bei den WTA 500 Guadalajara Open trat sie zum zweiten Mal als Lucky Loser an und ersetzte Taylor Townsend.

## Privatleben
Nachdem Vickery 2025 zum wiederholten Mal in einer Grand-Slam-Qualifikation scheiterte und im Internet kolportiert wurde, sie solle einen OnlyFans-Account eröffnen, da sie dort mehr verdienen würde, eröffnete sie tatsächlich einen Account. Sie zeigte sich nach wenigen Tagen erstaunt über die guten Verdienstmöglichkeiten und produziert zunehmend mehr Inhalte, um ihren finanziellen Verpflichtungen nachzukommen.

## Turniersiege

### Einzel
| Nr. | Datum           | Turnier    | Kategorie   | Belag     | Finalgegnerin       | Ergebnis      |
| --- | --------------- | ---------- | ----------- | --------- | ------------------- | ------------- |
| 1.  | 18. Januar 2015 | Plantation | ITF $25.000 | Sand      | Samantha Crawford   | 6:3, 6:1      |
| 2.  | 1. Februar 2015 | Sunrise    | ITF $25.000 | Sand      | Sara Sorribes Tormo | 6:2, 2:6, 6:3 |
| 3.  | 1. Oktober 2017 | Templeton  | ITF $60.000 | Hartplatz | Jamie Loeb          | 6:1, 6:2      |

### Doppel
| Nr. | Datum            | Turnier    | Kategorie   | Belag     | Partnerin         | Finalgegnerinnen                | Ergebnis         |
| --- | ---------------- | ---------- | ----------- | --------- | ----------------- | ------------------------------- | ---------------- |
| 1.  | 24. Februar 2013 | Surprise   | ITF $25.000 | Hartplatz | Samantha Crawford | Emily J. Harman Xu Yifan        | 6:1, 6:4         |
| 2.  | 20. Juli 2019    | Berkeley   | ITF W60     | Hartplatz | Madison Brengle   | Francesca Di Lorenzo Katie Swan | 6:3, 7:5         |
| 3.  | 3. Juli 2022     | Charleston | ITF W100    | Sand      | Alycia Parks      | Tímea Babos Marcela Zacarías    | 6:4, 5:7, [10:5] |

## Abschneiden bei Grand-Slam-Turnieren

### Einzel
| Turnier         | 2013 | 2014 | 2015 | 2016 | 2017 | 2018 | 2019 | 2020 | 2021 | 2022 | 2023 | 2024 | 2025 | Karriere |
| --------------- | ---- | ---- | ---- | ---- | ---- | ---- | ---- | ---- | ---- | ---- | ---- | ---- | ---- | -------- |
| Australian Open | —    | 1    | —    | Q3   | Q1   | Q1   | 2    | Q3   | Q2   | Q1   | Q3   | Q1   | Q3   | 2        |
| French Open     | —    | Q1   | Q1   | 1    | Q1   | 1    | Q2   | Q1   | Q1   | Q1   | Q2   | 1    |      | 1        |
| Wimbledon       | —    | Q1   | 1    | Q1   | Q2   | 2    | Q1   |      | Q2   | Q2   | Q1   | Q2   |      | 2        |
| US Open         | 2    | Q1   | 1    | Q1   | 2    | 1    | Q2   | 2    | Q2   | Q3   | 2    | Q1   |      | 2        |

Zeichenerklärung: S = Turniersieg; F, HF, VF, AF = Einzug ins Finale / Halbfinale / Viertelfinale / Achtelfinale; 1, 2, 3 = Ausscheiden in der 1. / 2. / 3. Hauptrunde; Q1, Q2, Q3 = Ausscheiden in der 1. / 2. / 3. Qualifikationsrunde; nicht ausgetragen

### Doppel
| Turnier         | 2013 | 2014 | 2015 | 2016 | 2017 | 2018 | Karriere |
| --------------- | ---- | ---- | ---- | ---- | ---- | ---- | -------- |
| Australian Open | —    | —    | —    | —    | —    | —    | —        |
| French Open     | —    | —    | —    | —    | —    | —    | —        |
| Wimbledon       | —    | —    | —    | —    | —    | 2    | 2        |
| US Open         | 1    | —    | —    | —    | 2    | 1    | 2        |

### Mixed
| Turnier         | 2015 | 2016 | 2017 | 2018 | 2019 | 2020 | 2021 | Karriere |
| --------------- | ---- | ---- | ---- | ---- | ---- | ---- | ---- | -------- |
| Australian Open | —    | —    | —    | —    | —    | —    | —    | —        |
| French Open     | —    | —    | —    | —    | —    |      | —    | —        |
| Wimbledon       | —    | —    | —    | —    | —    |      | —    | —        |
| US Open         | AF   | 1    | —    | —    | —    |      | AF   | AF       |